# Econazolo
L'econazolo è un farmaco antifungino appartenente alla classe dei derivati imidazolici.

## Indicazioni
Indicato per la candidiasi vaginale e le micosi cutanee.

## Effetti collaterali
Fra gli effetti collaterali si riscontrano sensazione di bruciore, eritema e prurito, quando si accompagnano manifestazioni più gravi occorre sospendere il trattamento.